# Satartia
Satartia è un comune (village) degli Stati Uniti d'America, situato nella contea di Yazoo, nello Stato del Mississippi.